# Chrisstanleyite
La chrisstanleyite è un minerale.

## Etimologia
Il nome del minerale è in onore del mineralogista inglese Christopher John Stanley (1954-  )